# Vladimir Vernadski

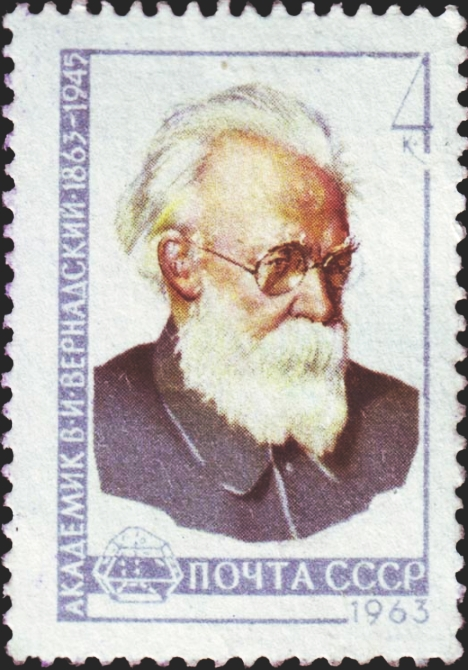
Vladimir Vernadski, postuum geëerd op een Russische postzegel uit 1963.

Vladimir of Volodymyr Ivanovitsj Vernadski (Oekraïens: Володимир Іванович Вернадський Volodymyr Ivanovytsj Vernadsky; Russisch: Владимир Иванович Вернадский) (Sint-Petersburg, 12 maart (juliaanse kalender: 28 februari) 1863 - Moskou, 6 januari 1945) was een Oekraïens en Russisch geoloog, geochemicus en mineraloog, die als een van de stichters van de geochemie, radiogeologie en de biogeochemie wordt gezien. Hoewel hij in Rusland wordt beschouwd als een genie van gelijk niveau met Darwin of Mendel, is hij in het Westen minder bekend.
Vernadski was de vader van de geschiedkundige George Vernadsky (1887-1973).

## Biografie
Vernadski was de zoon van de econoom Ivan Vernadski. Hij studeerde vanaf 1881 aan de wiskundig-natuurkundige faculteit van de staatsuniversiteit van Sint-Petersburg geologie en mineralogie en was daar een leerling van de bodemkundige Vasili Dokoetsjaev. Na in München (1888) en Parijs (1889) te hebben gewerkt, schreef hij zijn dissertatie over een mineralogisch onderwerp. Vanaf 1890 werkte hij aan de staatsuniversiteit van Moskou, waar hij een eigen school stichtte die het midden hield tussen bodemkunde en mineralogie. Beïnvloed door het werk van de radiogeoloog John Joly zette hij in Moskou een van de eerste laboratoria voor radiometrische dateringen op.
Uit protest tegen de inperking van politieke vrijheid door de tsaar nam Vernadski in 1911 ontslag in Moskou, om in Sint-Petersburg hoogleraar in de mineralogie te worden. Na de Oktoberrevolutie van 1917 vertrok hij naar Kiev, waar hij tijdens de Russische Burgeroorlog de stichter en eerste president was van de Oekraïense Academie en een laboratorium voor biogeochemie opzette, het eerste ter wereld. Vanaf 1922 tot 1926 werkte hij aan de Sorbonne in Parijs, waar hij les in het nieuwe vakgebied geochemie gaf. Aan het einde van zijn Franse periode publiceerde hij zijn boek La Géochimie, dat een jaar later in het Russisch werd vertaald. Andere talen zouden volgen.
In 1929 keerde hij terug naar de Sovjet-Unie om in Sint-Petersburg (inmiddels hernoemd tot Leningrad) een biogeochemisch laboratorium op te zetten, dat in 1934 naar Moskou verhuisde. Na de Duitse inval in Rusland in 1941 werd Vernadski geëvacueerd naar Kazachstan, waar zijn vrouw stierf. Zelf keerde hij in 1943 terug naar Moskou, om daar in 1945 te sterven.

## Werk

### Geochemie
Vernadski was een geleerde met een breed veld aan interesses. Zijn onderzoek strekte zich uit van meteorieten en ruimtestof tot microbiologie en de verplaatsing van chemische stoffen in ecosystemen. Hij is vooral bekend om zijn ideeën over de chemische interactie tussen verschillende "sferen" waaruit de planeet Aarde bestaat. De biosfeer was in 1875 door de geoloog Eduard Suess geïntroduceerd. Vernadski ontmoette Suess in 1911. Hij stelde dat het aantal soorten elementen en de totale massa in biosfeer in de loop van de geschiedenis van de Aarde zijn toegenomen en dat deze toename steeds sneller is gegaan. Daarnaast introduceerde Vernadski het begrip noösfeer, dat het bewustzijn van de mensheid bevatte en de biosfeer kan beïnvloeden. De geochemische fluxen die door het menselijk bewustzijn worden aangedreven zijn de afgelopen twee eeuwen groter dan bijvoorbeeld die in de biosfeer.
Volgens Vernadski bestaat het systeem Aarde uit drie sferen: geosfeer (waarmee hij de vaste, levenloze Aarde bedoelde), biosfeer en noösfeer. In deze theorie is de noösfeer de recentste fase in de ontwikkeling van de Aarde, na de geosfeer en de biosfeer. Net zoals het ontstaan van de biosfeer de geosfeer onherroepelijk veranderd heeft is de opkomst van het menselijk bewustzijn van blijvende invloed op de biosfeer.
De ontwikkeling van leven en bewustzijn zijn volgens Vernadski dus de twee belangrijkste stappen in de geschiedenis van de Aarde en deze twee stappen moeten altijd al in het systeem voorbestemd zijn geweest. Dit is in scherp contrast met Darwins theorie van natuurlijke selectie, die naar de ontwikkeling van individuele soorten kijkt en alle ontwikkeling binnen de biosfeer daarom als opeenvolgingen van toevallige stappen ziet. Later heeft de Franse theoloog Pierre Teilhard de Chardin Vernadski's theorie een religieuze dimensie gegeven door de voorbestemdheid die erin voorkomt gelijk te stellen aan een hogere macht (God).
Vernadski's idee dat het menselijk bewustzijn de chemie van de Aarde beïnvloedt, zou later leiden tot de ontwikkeling van de milieuwetenschappen.

### Exploratie
Door de Eerste Wereldoorlog werd Rusland met de vraag naar grondstoffen geconfronteerd. Op Vernadski's initiatief werd in 1915 een commissie opgericht die zich toelegde op het opsporen van grondstoffen (KEPS), die tot 1930 bleef bestaan. De commissie zou zich toeleggen op het in kaart brengen van Ruslands mineralogische bodemschatten.
In de jaren dertig liet Vernadski de natuurlijke radioactiviteit in de Sovjet-Unie in kaart brengen. Hij liet de eerste cyclotron van de Sovjet-Unie bouwen en was een groot voorstander van het benutten van Ruslands nucleaire grondstoffen, zowel voor kernenergie als voor kernwapens. Daarmee speelde hij indirect een rol bij het opzetten van het Russische kernwapenprogramma tijdens de Tweede Wereldoorlog.

### Ander wetenschappelijk werk
Vernadski onderzocht daarnaast de mineralogische structuur van silicaten, de rol van organismen in geochemische processen en de radioactiviteit van mineralen. Hij verklaarde de warmtestroom uit de Aarde (aardwarmte) door het radioactief verval van zware elementen.
Ook deed hij radiometrische dateringen van gesteenten, hoewel de technieken hiervoor in die tijd nog erg onnauwkeurig waren.

### Politiek
Vernadski stelde zijn werk in dienst van de ontwikkeling van zijn land. Hij was echter soms kritisch ten opzichte van de politieke machthebbers en geloofde in de vrije uitwisseling van wetenschappelijke ideeën, zowel in Rusland en de Sovjet-Unie als internationaal. Van 1905 tot 1922 was hij lid van de Constitutioneel-Democratische Partij.
Na de Februarirevolutie in 1917 kreeg Vernadski een leidinggevende functie bij het ministerie van onderwijs. Met de Oktoberrevolutie later dat jaar vluchtte hij naar Kiev. Later werd hij korte tijd gevangengenomen door de Bolsjewieken, maar werd op voorspraak van diverse geleerden snel vrijgelaten.

## Nalatenschap
Vernadski wordt gezien als de grondlegger van de biogeochemie en een van de grondleggers van de geochemie in het algemeen (samen met V.M. Goldschmidt). Hij introduceerde de radiologie, radiogeologie en geochemie in Rusland.
Onder zijn leerlingen bevonden zich Alexander Fersman, Vatili Chlopin en Ivan Vinogradov, die de geochemie verder zouden ontwikkelen en populariseren.
Door het in kaart brengen van Ruslands grondstoffen heeft Vernadski een belangrijke rol gespeeld bij de opkomst van de Sovjet-Unie als industriële en nucleaire wereldmacht.